# Susitna River
Susitna River er en flod i regionen Southcentral Alaska i USA, med udspring og løb øst for bjergkæden  Alaska Range og med udløb i fjorden Cook Inlet, vest for Anchorage. Den er den  15. største flod i USA, målt på gennemsnitlig vandmængde ved udløbet . Hele flodsystemet er 504 km langt og har et et afvandingsområde på 52.000 km². Susitna River har udspring i gletcheren Susitna Glacier ved Mount Hayes, som er et 4.216 meter højt bjerg.